# Sandro Ricci
Sandro Ricci (Poços de Caldas, Minas Gerais, 1974. november 19. –) brazil nemzetközi labdarúgó-játékvezető.

## Pályafutása
A játékvezetésből 1988-ban vizsgázott. A CBF Játékvezető Bizottságának (JB) minősítésével 2003-tól a Série C, 2006-tól a Série B, majd 2007-től a Serie A játékvezetője. Küldési gyakorlat szerint rendszeres 4. bírói szolgálatot is végez. Serie A mérkőzéseinek száma: 118 (2016.06. 24.)
| Időpont            | Helyszín                       | Mérkőzés típusa          | Mérkőzés                                    | Eredmény | Nézők száma |
| ------------------ | ------------------------------ | ------------------------ | ------------------------------------------- | -------- | ----------- |
| 2008. augusztus 1. | Ilha do Retiro Stadion, Recife | első Serie A mérkőzése   | Sport Club do Recife–Ipatinga FC            | 3 – 1    |             |
| 2016. június 24.   | Arena do Grêmio, Porto Alegre  | utolsó Serie A mérkőzése | Grêmio Foot-Ball Porto Alegrense–EC Vitória | 1 – 2    | 14 382      |

A Brazil labdarúgó-szövetség JB terjesztette fel nemzetközi játékvezetőnek, a Nemzetközi Labdarúgó-szövetség (FIFA) 2011-től tartja nyilván bírói keretében. A FIFA JB központi nyelvei közül az angolt és a spanyolt beszéli. A COMNEBOL/FIFA JB besorolása szerint elit kategóriás bíró. Több nemzetek közötti válogatott (Labdarúgó-világbajnokság. Copa América), valamint Copa Libertadores és Copa Sudamericana klubmérkőzést vezetett. Az brazil nemzetközi játékvezetők rangsorában, a világbajnokság sorrendjében többedmagával a 3. helyet foglalja el 3 találkozó (2014) szolgálatával. Válogatott mérkőzéseinek száma: 11 (2013. március 26.–2015. október 13.). Vezetett kupadöntők száma: 2.
A 2013-as U20-as labdarúgó-világbajnokságon a FIFA JB bíróként alkalmazta.
| Időpont          | Helyszín                      | Mérkőzés típusa              | Mérkőzés                  | Eredmény | Nézők száma |
| ---------------- | ----------------------------- | ---------------------------- | ------------------------- | -------- | ----------- |
| 2013. június 22. | Hüseyin Avni Aker, Trabzon    | csoportmérkőzés (C. csoport) | Törökország–El Salvador   | 3 – 0    | 4662        |
| 2013. június 29. | Atatürk Stadion, Bursa        | csoportmérkőzés (F. csoport) | Horvátország–Új-Zéland    | 2 – 1    | 3445        |
| 2013. július 6.  | Yeni Şehir, Rize              | egyik negyeddöntő            | Franciaország–Üzbegisztán | 4 – 0    | 2057        |
| 2013. július 13. | Türk Telekom Arena, Isztambul | bronzmérkőzés                | Ghána–Irak                | 3 – 0    | 20 601      |

A 2014-es labdarúgó-világbajnokságon, valamint a 2018-as labdarúgó-világbajnokságon a FIFA JB bíróként alkalmazta. Selejtező mérkőzéseket az COMNEBOL zónában irányított. 2012-ben a FIFA JB bejelentette, hogy a brazil labdarúgó-világbajnokság lehetséges játékvezetőinek átmeneti listájára jelölte. A kiválasztottak mindegyike részt vett több szakmai szemináriumon. Világbajnokságon vezetett mérkőzéseinek száma: 3.
| Időpont             | Helyszín                                             | Mérkőzés típusa                      | Mérkőzés                              | Eredmény | Nézők száma |
| ------------------- | ---------------------------------------------------- | ------------------------------------ | ------------------------------------- | -------- | ----------- |
| 2013. március 26.   | Olímpico Atahualpa Stadion, Quito                    | (2014 vb) előselejtező (12. forduló) | Ecuador–Paraguay                      | 4 – 1    | 33 048      |
| 2013. június 11.    | Metropolitano Roberto Meléndez Stadion, Barranquilla | (2014 vb) előselejtező (14. forduló) | Kolumbia–Peru                         | 2 – 0    | 42 265      |
| 2013. szeptember 6. | Nemzeti Stadion, Santiago de Chile                   | (2014 vb) előselejtező (15. forduló) | Chile–Venezuela                       | 3 – 0    | 46 500      |
| 2013. október 11.   | Olímpico Atahualpa Stadion, Quito                    | (2014 vb) előselejtező (17. forduló) | Ecuadori labdarúgó-válogatott–Uruguay | 1 – 0    | 32 996      |
| 2014. június 15.    | Beira-Rio Stadion, Porto Alegre                      | csoportmérkőzés (E. csoport)         | Franciaország–Honduras                | 3 – 0    | 43 012      |
| 2014. június 21.    | Castelão Stadion, Fortaleza                          | csoportmérkőzés (G. csoport)         | Németország–Ghána                     | 2 – 2    | 59 621      |
| 2014. június 30.    | Beira-Rio Stadion, Porto Alegre                      | egyik nyolcaddöntő                   | Német labdarúgó-válogatott–Algéria    | 2 – 1    | 43 063      |
| 2015. október 13.   | Olímpico Atahualpa Stadion, Quito                    | (2018 vb) előselejtező (2. kör)      | Ecuadori labdarúgó-válogatott–Bolívia | 2 – 0    | 27 333      |

A 2015-ös Copa América labdarúgó tornán a COMNEBOL JB játékvezetőként vette igénybe.
| Időpont          | Helyszín                            | Mérkőzés típusa              | Mérkőzés                                                     | Eredmény | Nézők száma |
| ---------------- | ----------------------------------- | ---------------------------- | ------------------------------------------------------------ | -------- | ----------- |
| 2015. június 17. | ,La Portada La Serena               | csoportmérkőzés (B. csoport) | Argentína–Uruguayi labdarúgó-válogatott                      | 1 – 0    | 18 243      |
| 2015. június 25. | Estadio Nacional de Chile, Santiago | egyik negyeddöntő            | Chilei labdarúgó-válogatott–Uruguayi labdarúgó-válogatott    | 1 – 0    | 45 304      |
| 2015. július 1.  | Városi Stadion, Concepción          | egyik elődöntő               | Argentin labdarúgó-válogatott–Paraguayi labdarúgó-válogatott | 6 – 1    | 292 050     |

A FIFA-klubvilágbajnokságon első CONMEBOL játékvezetőként irányíthatta a döntőt.
| Időpont            | Helyszín                    | Mérkőzés típusa   | Mérkőzés                          | Eredmény | Nézők száma |
| ------------------ | --------------------------- | ----------------- | --------------------------------- | -------- | ----------- |
| 2013. december 14. | Adrar Stadion, Agadir       | egyik negyeddöntő | Kuangcsou Evergrande–al-Ahly      | 2 – 0    | 34 579      |
| 2013. december 21. | Marrakech Stadion, Marrákes | döntő             | FC Bayern München–Raja Casablanca | 2 – 0    | 37 774      |

A COMNEBOL JB küldésére a Copa Libertadores döntőt vezette.
| Időpont            | Helyszín                             | Mérkőzés típusa   | Mérkőzés                                 | Eredmény | Nézők száma |
| ------------------ | ------------------------------------ | ----------------- | ---------------------------------------- | -------- | ----------- |
| 2014 augusztus 13. | Pedro Bidegain Stadion, Buenos Aires | döntő 2. mérkőzés | San Lorenzo de Almagro–Nacional Asunción | 1 – 0    | 44 000      |

A 2016. évi nyári olimpiai játékokra a FIFA JB bírói szolgálatra jelölte.
| Időpont             | Helyszín                                        | Mérkőzés típusa              | Mérkőzés         | Eredmény | Nézők száma |
| ------------------- | ----------------------------------------------- | ---------------------------- | ---------------- | -------- | ----------- |
| 2016. augusztus 4.  | Estádio Olímpico João Havelange, Rio de Janeiro | csoportmérkőzés (D. csoport) | Honduras–Algéria | 3 – 2    | 20 000      |
| 2016. augusztus 13. | Arena Fonte Nova, Salvador da Bahia             | egyik negyeddöntő            | Nigéria–Dánia    | 2 – 0    |             |

2010-ben Brazíliában az Év játékvezetője címet kapta.